# Württembergische Nebenbahnen 11 und 12
Die Lokomotiven 11 und 12 der Württembergischen Nebenbahnen (WN) waren Dampflokomotiven für den schweren Nebenbahnbetrieb. Die beiden Lokomotiven wurden von der Maschinenfabrik Esslingen 1911 mit den Fabriknummern 3590 und 3624 ausgeliefert. Sie waren zuerst auf den Strecken auf den Fildern und anschließend auf anderen Strecken der WN im Einsatz. Die Nummer 12 gelangte 1929 zur Hohenzollerischen Landesbahn-Aktiengesellschaft (HLB) und erhielt dort die Betriebsnummer 22.
Beide Lokomotiven waren bis 1959 bzw. 1960 in Betrieb und wurden anschließend verschrottet.

## Geschichte
Zur Bewältigung des normalspurigen Güterverkehrs auf den Obere Filderbahn genannten Strecken Stuttgart-Degerloch–Stuttgart-Möhringen, Stuttgart-Möhringen–Stuttgart-Hohenheim und Stuttgart-Möhringen–Neuhausen auf den Fildern beschafften die Württembergischen Nebenbahnen 1911 die Lokomotive mit der Fabriknummer 3590 (11II). Die Lokomotive wurde zuerst mit einigen Mallet-Lokomotiven und weiteren kleineren Maschinen im Güterverkehr eingesetzt. Da sich die Maschine bewährte, wurde 1915 die zunächst auf der Bahnstrecke Korntal–Weissach verkehrende Lokomotive mit der Fabriknummer 3624 (12II) gegen einen Vierkuppler ausgetauscht und auch auf den Fildern eingesetzt.
Auf dem Netz der Filderbahn mit ihrem kurzen Steigungsstrecken und häufigen Richtungswechseln waren die Lokomotiven vor allem durch ihre Leistungsfähigkeit sehr gut geeignet. Durch die Abgabe der Filderbahn-Strecken an die Stadt Stuttgart wurden die Lokomotiven dort überflüssig.

### Weitere Einsatzgebiete

Ehemalige Lokomotive HLB. E22, ab 1923 bei der HzL, noch mit Kolbenschieber

Danach teilten sich die Aufgabengebiete der beiden Lokomotiven.
Die Lokomotive WN 11 verblieb bei der WN und wurde auf mehreren Strecken der Gesellschaft eingesetzt. Von 1925 bis 1926 war sie bei der Industriebahn Münster–Cannstatt, dann wurde sie von 1926 bis 1950 auf der Strohgäubahn eingesetzt. Von 1950 bis 1952 war die Lokomotive für kurze Zeit auf der Gönninger Bahn eingesetzt. Die in Gomaringen vorhandene Spitzkehre war auch betrieblich für die Tenderlokomotive gut zu bewältigen. 1952 wieder auf der Strohgäubahn im Einsatz, blieb die Lokomotive bis 1959 dort und wurde im gleichen Jahr ausgemustert sowie verschrottet.
HLB 22
Die WN 12 wurde, nachdem sie 1922 an die Schrottfirma Stern & Cie. in Stuttgart abgegeben wurde, 1929 an die HLB veräußert, wo sie bis zu ihrer Ausmusterung verblieb.
Dort erhielt sie die Betriebsnummer 22 und wurde 1937 von der Maschinenfabrik Esslingen mit einem Überhitzer und mit Lentz-Ventilsteuerung versehen.
Bei Vergleichsfahrten mit der Lokomotive HLB 21 mit normalen Kolbenschiebern Bauart K. Schulz wurden bei der Lokomotive Einsparungen von 12,1 % Kohle und 6,8 % Schmieröl erzielt. Die andere Seite der Medaille waren höhere Unterhaltungskosten und größere Empfindlichkeit. Insgesamt ist die herkömmliche Lokomotive 21 der Lok mit ihrer Ventilsteuerung vorgezogen worden. Die fünfachsigen Lokomotiven teilten bei der Gesellschaft das Schicksal der Giganten; es gab Dienste, die nur von ihnen durch die Steigungen und die Lasten ausgeführt werden konnte, im übrigen Betrieb waren sie gegen kleineren Lokomotiven unwirtschaftlich. 1960 wurde die 22 ausgemustert und verschrottet.

## Technik
Die Lokomotiven waren von den damaligen Fünfkupplern in Deutschland mit knapp 53 t die leichtesten und kleinsten Maschinen ihrer Art. Sie waren Nassdampflokomotiven. Im Laufwerk waren die erste, die dritte und die fünfte Achse um ±25 mm seitenverschiebbar. Das verlieh ihnen einen guten Bogenlauf. Das Zweizylinder-Triebwerk wirkte nach Vorbild von Karl Gölsdorf auf die vierte Kuppelachse, was eine sehr lange Treibstange benötigte. Um sie nicht übermäßig lang zu gestalten, wurde der einschienig geführte Kreuzkopf in Höhe der zweiten Achse angeordnet. Das bedingte eine sehr lange Kolbenstange, die zwischen der ersten und der zweiten Achse zusätzlich geführt werden musste.
Der Kessel bestand aus drei Schüssen. Auf dem ersten saß ein spezielles Anstellventil, zwischen dem zweiten und dem dritten Schuss war ein Sanddom, durch den die mittlere Achse von vorn und hinten gesandet werden konnte. Auf dem dritten Schuss saß ein Dampfdom gemeinsam mit dem Sanddom unter einer Verkleidung. Dadurch wurde der Sandkasten entsprechend erwärmt, es bestand aber die Gefahr, dass durch Undichtheiten der Sand feucht werden konnte.
Ursprünglich besaßen die Lokomotiven eine Hardy-Bremse, während des Einsatzes auf der HLB wurde die Lok 22 mit der indirekten Bremse und einer direkten Bremse Druckluftbremse umgerüstet.